# Serengeti (Kyela)
Serengeti ist ein Verwaltungsbezirk (Ward) des Distrikts Kyela in der tansanischen Region Mbeya.

## Geografie
Serengeti ist ein Bezirk im Südwesten von Tansania. Er ist ein Stadtteil im Zentrum der Distrikthauptstadt Kyela. Die Fläche des Bezirks beträgt 0,87 Quadratkilometer und bei der Volkszählung 2022 lebten hier 3517 Menschen in 892 Haushalten.

## Gliederung
Der Bezirk besteht aus drei Orten (Kitongoji):
- Nazareth
- Keifo
- Manyala